# 上杉謙太郎
上杉 謙太郎 （うえすぎ けんたろう、1975年〈昭和50年〉4月20日 - ）は、日本の政治家。自由民主党所属の前衆議院議員（2期）。元外務大臣政務官。

## 経歴
神奈川県茅ヶ崎市出身。神奈川県立茅ケ崎北陵高等学校を経て2003年に早稲田大学社会科学部を卒業し、2004年に株式会社ナガセへ入社した。
2005年8月に荒井広幸参議院議員事務所へ入所し、2007年から2010年7月まで公設秘書を務めた。
2011年に株式会社ネモフィラで取締役となる。
2012年12月に第46回衆議院議員総選挙比例東北ブロックで新党改革から単独で立候補し落選した。
2013年第23回参議院議員通常選挙で、福島県選挙区から立候補した自由民主党の森まさこ陣営でネット選挙責任者を務める。9月にIT会社で役員となる。
2014年11月23日、自民党福島県連が衆議院福島3区に上杉を擁立すると決定。同区前職の菅野佐智子は比例東北ブロックへ転出した。2014年12月の第47回衆議院議員総選挙では、民主党の玄葉光一郎に敗れ、重複立候補した比例東北ブロックでも落選した。
2017年10月、第48回衆議院議員総選挙福島3区で自由民主党から立候補し、無所属の玄葉光一郎に敗れるも、重複立候補した比例東北ブロックで惜敗率64.571％で初当選した。11月2日に細田派へ入会した。
2021年10月6日に第1次岸田内閣で外務大臣政務官に就任した。
同年10月31日投開票の第49回衆議院議員総選挙では玄葉に敗れるも比例復活で再選。同年11月11日に第2次岸田内閣で外務大臣政務官に再任され、2022年8月の内閣改造まで務める。
2023年3月14日、自民党は小選挙区の区割り変更に伴い、新福島3区には旧福島4区を地盤とする菅家一郎を擁立すると発表。上杉については比例東北ブロック単独で立候補することを決めた。
2024年9月27日の自民党総裁選挙では、1回目の投票は小泉進次郎に、決選投票では石破茂に、それぞれ投票した。
同年10月6日、石破茂新総裁は、同月に予定される第50回衆議院議員総選挙において、政治資金パーティー収入の裏金問題で収支報告書に不記載があった議員について、公認しても比例ブロックの重複立候補は認めない方針を発表した。10月9日、自民党は衆院選の第1次公認候補として、小選挙区265人、比例代表14人の計279人の擁立を発表した。この中に上杉の名は含まれていなかった。比例区単独で擁立する予定であった杉田水脈、尾身朝子とともに処遇を改めて判断することとなった。
同年10月9日、自民党本部は森山裕幹事長の名で、衆院選候補者に対し、政党交付金から公認料500万円と活動費1500万円の計2000万円をそれぞれの政党支部へ10日付で振り込むことを通知した。
同年10月11日、自民党の森山裕幹事長は上杉が次期衆院選への立候補を辞退したと発表した。上杉は「不記載の責任を取り（衆院選への）出馬を辞退する」として、立候補を見送ることを表明。政界は引退せず、政治活動は継続するとしている。
同年12日、新福島3区から出馬する予定だった菅家が裏金問題で非公認措置となったことにより、不出馬の意向を表明。同月13日、上杉は一転して同選挙区から無所属で立候補することを表明した。
同年10月15日、総選挙が公示され、福島3区からは無所属の上杉、立憲民主党現職の小熊慎司、日本共産党新人の唐橋則男の計3人が立候補した。

自民党は裏金問題や統一教会問題、2000万円支給問題などで逆風が吹き荒れた。10月27日、総選挙執行。投票締め切りの20時直後に福島テレビは小熊の当選確実を報じ、小熊は5期目の当選を果たした。無所属の上杉は議席を失った。裏金事件に関係した候補者は18勝28敗だった。

## 政策
- この4年間の自公政権の取り組みを大いに評価する[35]。
- 政府の新型コロナ対策を大いに評価する[35]。
- 政府のワクチン接種をめぐる対応を大いに評価する[35]。
- 新型コロナの感染拡大防止のため、ロックダウン＝都市封鎖を可能にする法整備は必要だ[35]。
- ワクチンを接種した人や検査で陰性が確認された人などを対象にした行動制限の緩和について、賛成する[35]。
- 新型コロナ対策として、消費税率の一時的な引き下げは必要ではない[35]。
- 財政健全化に向けて、国と地方を合わせた基礎的財政収支を2025年に黒字化する政府の目標は先延ばしはやむを得ない[35]。
- 大企業や所得の多い人への課税を強化し、国の財源に充てることについてどちらかといえば賛成する[35]。
- 現在の年金制度は将来にわたって持続可能だとは思わない[35]。
- 日本の防衛力をさらに強化すべきだ[35]。
- 核兵器の開発や保有などを禁じる「核兵器禁止条約」について、政府は批准する必要はない[35]。
- 憲法は改正すべきだ[35]。
- 憲法9条への自衛隊の明記に賛成する[35]。
- 選択的夫婦別姓の制度の導入には反対する[35]。
- 同性婚を可能とする法改正には反対する[35]。

## 不祥事

### 政治資金パーティー収入の裏金問題
2024年2月13日、自民党は、政治資金パーティー収入の裏金問題をめぐり、党所属のすぺての国会議員らを対象に実施したアンケートの集計結果を公表した。上杉はノルマの超過分に対する安倍派からのキックバックとして、2018年から2022年にかけての5年間で計309万円を裏金にしていたことが明らかとなった。
同年4月4日、自民党は不記載が500万円未満で処分の対象にならなかった上杉などの議員を幹事長注意とした。
同年5月14日、衆議院政治倫理審査会は、裏金事件に関与しながら同審査会で弁明していない自民党議員44人に出席と説明を求める野党の申立てを全会一致で可決した。同月17日、参議院政治倫理審査会も同様に、弁明していない議員29人に出席と説明を求める申立てを全会一致で可決した。上杉を含む関係議員73人は全員出席を拒否し、6月23日に通常国会は閉会した。

## 人物
- 剣道三段[5]

## 所属団体・議員連盟
- 人権外交を超党派で考える議員連盟 [41]

## 選挙歴
| 当落 | 選挙                   | 執行日         | 年齢 | 選挙区           | 政党       | 得票数    | 得票率 | 定数 | 得票順位 /候補者数 | 政党内比例順位 /政党当選者数 |
| ---- | ---------------------- | -------------- | ---- | ---------------- | ---------- | --------- | ------ | ---- | ------------------ | ---------------------------- |
| 落   | 第46回衆議院議員総選挙 | 2012年12月16日 | 37   | 比例東北ブロック | 新党改革   |           |        | 14   | /                  | 1/0                          |
| 落   | 第47回衆議院議員総選挙 | 2014年12月14日 | 39   | 福島県第3区      | 自由民主党 | 4万9174票 | 31.23% | 1    | 2/3                | 6/5                          |
| 比当 | 第48回衆議院議員総選挙 | 2017年10月22日 | 42   | 福島県第3区      | 自由民主党 | 6万6票    | 36.56% | 1    | 2/3                | 5/5                          |
| 比当 | 第49回衆議院議員総選挙 | 2021年10月31日 | 46   | 福島県第3区      | 自由民主党 | 7万6302票 | 45.76% | 1    | 2/2                | 6/6                          |
| 落   | 第50回衆議院議員総選挙 | 2024年10月27日 | 49   | 福島県第3区      | 無所属     | 6万8133票 | 38.57% | 1    | 2/3                | /                            |